# بازایخا
بازایخا (روسی: База́иха) یک رودخانه در کراسنویارسک کشور روسیه است.